# Міст через Юрібей

Міст через Юрібей

68°55′24″ пн. ш. 70°18′35″ сх. д. / 68.923333333333° пн. ш. 70.309722222222° сх. д.
Міст через Юрібей — залізничний міст через річку Юрібей завдовжки 3,9 км. Побудований у 2008—2009 рр. і введений в експлуатацію у червні 2009 року. Є частиною залізничної магістралі «Обська — Бованенково», є одним з найдовших мостів в Росії і найдовшим мостом у світі за Полярним колом. Міст перетинає не тільки постійне річище, а й прямує по всій її ширині в період максимального розливу. Загальна маса моста — понад 30 000 тонн. Термін служби -. 100 років.
Церемонія відкриття моста відбулася 24 вересня 2009 року.

## Будівництво моста
За повідомленнями засобів масової інформації, міст було побудовано за 349 днів — в рекордно короткі для таких споруд терміни. . У квітні 2009 року будівництво мосту було завершено. Відкриття мосту дозволило завершити будівництво залізниці на Бованенково і приступити до освоєння Бованенковського нафтогазоконденсатного родовища .
Спорудження мосту велося з використанням сучасних технологій на високих палях і без традиційного відсипання ґрунту, що дозволило зберегти екосистему річки, не заподіявши шкоди нерестовищам риб. Для забезпечення стійкості опор у вічній мерзлоті були пробурені свердловини глибиною 20-40 метрів.